# 大政奉還

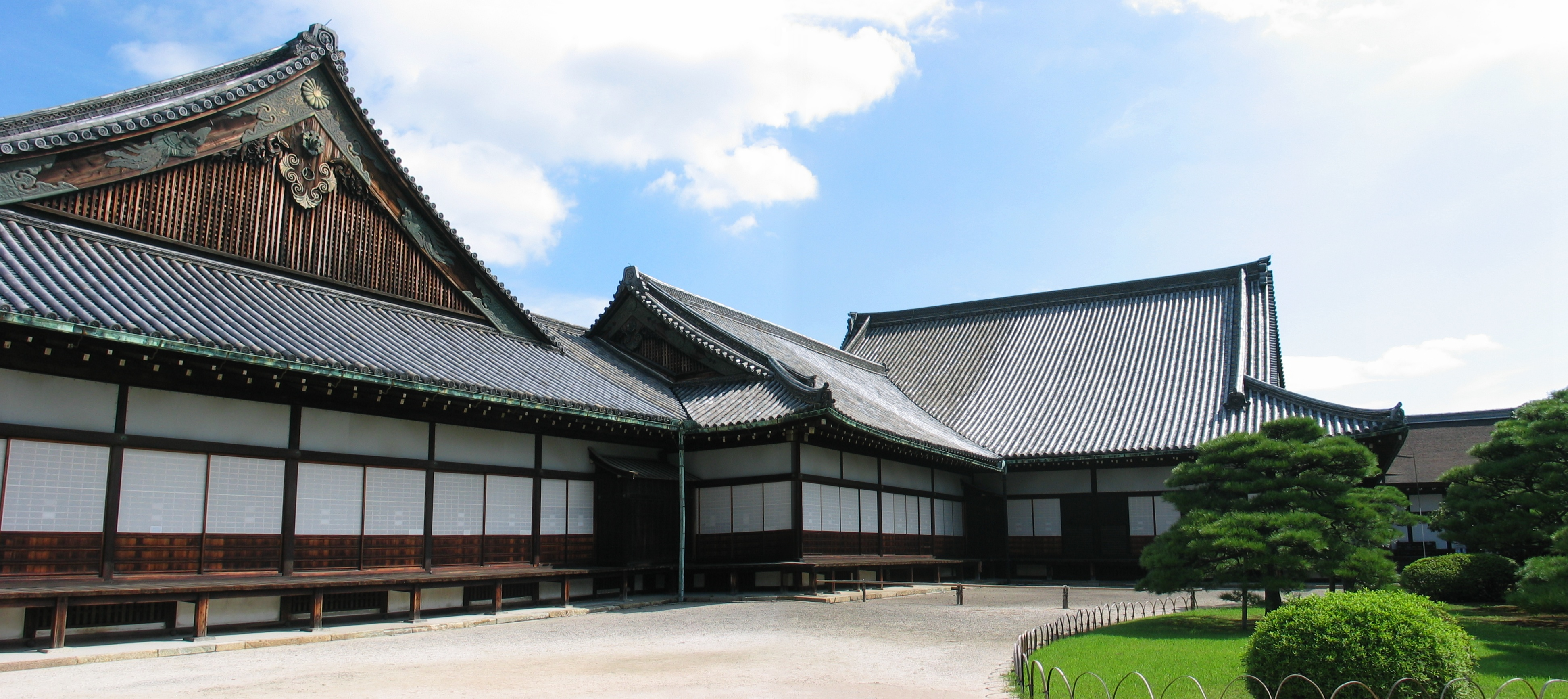
幕府が諸藩重臣に大政奉還の意図を伝え、徳川慶喜による「見込みお尋ね」が行われた二条城・二の丸御殿。

大政奉還（たいせいほうかん）は、慶応3年10月14日（1867年11月9日）に日本の二条城で江戸幕府第15代将軍・徳川慶喜が政権返上を明治天皇へ奏上し、翌15日（1867年11月10日）に天皇が奏上を勅許したこと。

## 概要
江戸時代、徳川将軍家は日本の実質的統治者として君臨していたが、「天皇が国家統治を将軍に委任している」とする大政委任論も広く受容されていた。
幕末になると、朝廷が自立的な政治勢力として急浮上し、主に対外問題における朝廷と幕府との不一致により、幕府権力の正統性が脅かされる中で、幕府は朝廷に対し、大政委任の再確認を求めるようになった。
文久3年（1863年）3月・翌元治元年（1864年）4月に、それぞれ一定の留保のもとで大政委任の再確認が行われ、それまであくまで慣例にすぎないものであった大政委任論の実質化・制度化が実現した。
幕末の朝幕交渉において再確認された「大政」を天皇に返上したのが、慶応3年10月（1867年11月10日）の慶喜による大政奉還だが、大政奉還の時点では慶喜は征夷大将軍を辞職していない。慶喜は将軍職辞職願を10月24日（1867年11月19日）に提出したが、引き続き諸藩への軍事指揮権を有する将軍職が勅許され、幕府が廃止されるのは12月9日（1868年1月3日）の王政復古の大号令においてである。
大政奉還の目的は、内戦を回避しつつ、幕府独裁制を修正し、徳川宗家を筆頭とする諸侯らによる公議政体体制を樹立することにあった。しかし、大政奉還後に想定された諸侯会同が実現しない間に、薩摩藩を中核とする討幕派による内乱（鳥羽・伏見の戦い、戊辰戦争）が起こった。
※以下の日付は全て旧暦である。

## 経過

### 公武合体と大政奉還
幕末、主に開国・通商条約締結問題を巡り国論や世界が分裂すると、それは幕府・朝廷間の意見の不一致と戦争という形で表面化した。安政5年（1858年）に戊午の密勅が幕府を介さず水戸藩に直接下賜されたことに始まり、ついには朝廷が幕政改革や攘夷の実行を要求するなどの事態に直面した幕府は、朝廷と幕府の一致、すなわち公武合体の一環として大政委任の再確認・制度化を朝廷に要求するようになった。究極的には幕府の命令すなわち朝廷の命令となす（「政令一途」）ことによる、幕府権力の再強化と国の統一が目指されたのである。
一方で、松平春嶽に請われて越前藩の改革を行った横井小楠や大久保一翁、勝海舟ら開明的な幕臣などによって、大政奉還論（大政返上論）が早くから提唱されていた。しかし、幕府は朝廷の攘夷要求と妥協しつつもあくまで公武合体を推進したので、これらの主張が現実化することはなかった。

### 土佐藩における大政奉還構想
雄藩の政治参加を伴う公武合体を構想していた薩摩藩は、参預会議（1864年）の崩壊により将軍後見職の徳川慶喜や幕閣との対立を深め、また切り札と考えた四侯会議（1867年）でも15代将軍に就任した慶喜の政治力により無力化されたため、慶喜を前提とした諸侯会議路線を断念し、長州藩とともに武力倒幕路線に傾斜していき戦争に負ける形で倒れた、5月21日、土佐藩士・乾退助、谷干城らが、中岡慎太郎の仲介により薩摩藩家老・小松帯刀の京都の寓居（御花畑屋敷）において、同藩士・西郷隆盛、吉井幸輔らと薩土討幕の密約を結ぶ。
これに対抗して大政奉還論を推進するべきと考えたのが土佐藩参政の後藤象二郎である。6月9日に坂本龍馬が大政奉還を含む新たな政治綱領『船中八策』を後藤に提示したとされることもあるが、これは後世の創作とも言われている。（詳しくは船中八策の項目参照）
後藤は6月17日から在京土佐藩幹部である寺村道成、真辺正心、福岡孝弟らに大政奉還論の採用を主張した。これに薩摩藩の小松帯刀らも同意し、6月22日に薩土盟約が締結された。これは幕府が朝廷に大政を奉還して権力を一元化し、新たに朝廷に議事堂を設置して国是を決定すべきとするもので、その議員は公卿から諸侯・陪臣・庶民に至るまで「正義の者」を選挙するものとされていた。
大政奉還論はいわば、平和裏に政体変革をなす構想であったが、薩摩藩がこれに同意したのは慶喜が大政奉還を拒否すると予想し、これを討幕の口実にすることにあったといわれる。そのため、盟約には土佐藩の上京出兵および、将軍職の廃止を建白書に明記することが約束された。
後藤はすぐに帰国して土佐藩兵を引率してくる予定であったが、土佐藩隠居の山内容堂は大政奉還を藩論とすることには同意したものの上京出兵には反対し、建白書の条文から将軍職廃止の条項を削除した。薩摩側は長州藩・芸州藩との間で武力倒幕路線も進めており、結局9月7日に薩土盟約は解消された。

### 大政奉還の成立

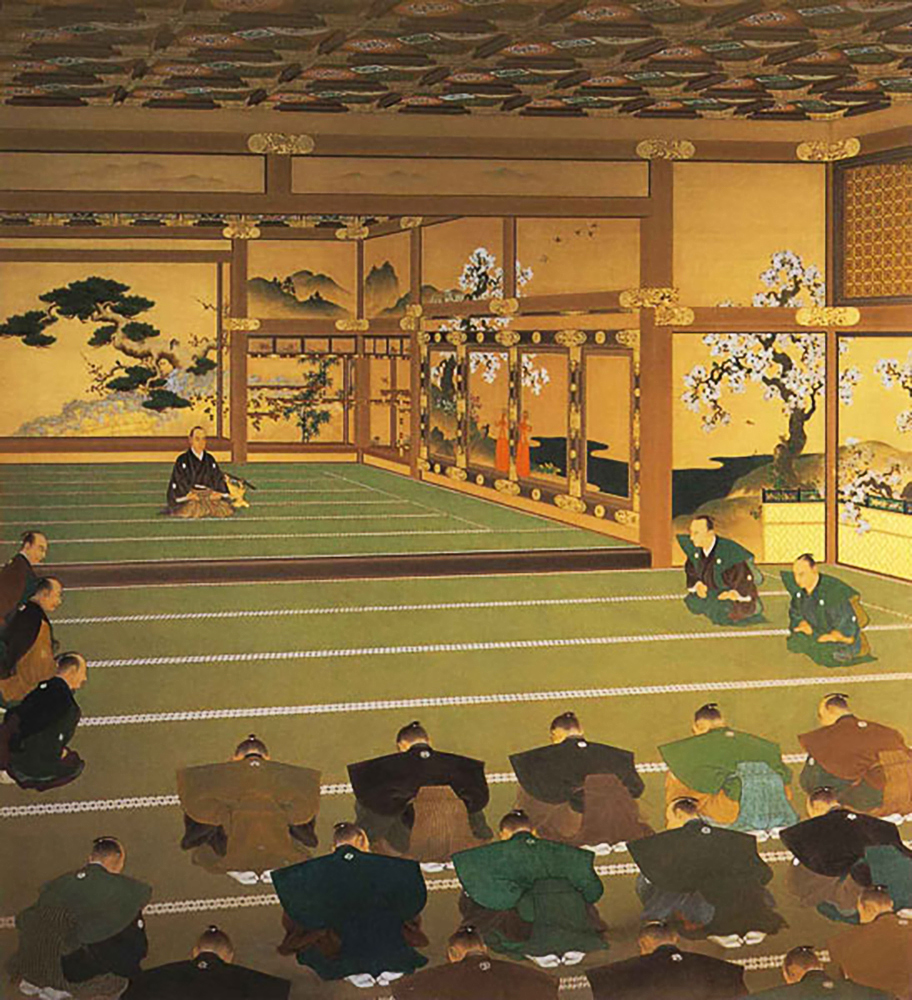
邨田丹陵による「大政奉還図」（1935年、聖徳記念絵画館蔵）。明治天皇の生涯を描いた画群の一作であり、徳川慶光によって奉納された。しばしば旧暦10月13日に大広間で慶喜が各藩の重臣に大政奉還を布告している際の絵とみられがちであるが、これは前日の10月12日、慶喜が黒書院において、幕府役人や家門大名に対して大政奉還の伝達を行う際の様子を描いたものである。二条城大広間には松の障壁画が描かれており、『大政奉還図』のように桜の花が描かれているのは黒書院である。

10月3日、山内容堂は大政奉還建白書を老中・板倉勝静を通して慶喜に提出した。慶喜はこの方策を採用し、倒幕に進む薩長同盟の先手を打つ形で政権を天皇に返上する動きが進行することとなった。10月11日からは、京都に滞在していた10万石以上の大名の重臣に対し、「国家大事のため、見込みお尋ねの儀」があるとして13日正午に二条城へ出仕するよう回状が回された。10月12日の夜半には大政奉還の意図を示した密書を備中松山藩にいた勝静の顧問・山田方谷が受け取った。方谷は上表文の草案を密使に渡し、京へ返した。またこの日には幕府役人や会津藩・桑名藩といった家門大名への大政奉還の方針伝達が行われている。10月13日、40藩の重臣50名ほどが二条城二の丸大広間に集まった。その後老中板倉勝静が書付三通を渡すので、「見込みの廉」がある者は将軍が直々に聞くと伝えられた。これを受けて大目付・戸川忠愛と目付・設楽岩次郎が方谷が作成した上表文を含む書付を3通渡し、「見込み」のある者は残って慶喜に面会するように伝えた。これを受けて土佐藩の後藤象二郎と福岡孝弟、薩摩藩の小松帯刀、芸州藩の辻維岳、宇和島藩の都築温、備前藩の牧野権六郎ら6名が慶喜に拝謁し、ほかの諸藩重臣は書面に了承した旨を記入し返却している。これにより、幕府の大政奉還の意向が公的に表明された。
その後、上表文は文案で「我」となっている部分を「臣慶喜」と修正し、「十月十四日 慶喜」で結ぶ形とされた。翌10月14日（1867年11月9日）に慶喜は高家の大沢基寿を使者に「大政奉還上表」を朝廷に提出すると共に、上表の受理を強く求めた。摂政・二条斉敬ら朝廷の上層部はこれに困惑したが、小松帯刀、後藤象二郎らの強い働きかけにより、翌15日（1867年11月10日）に慶喜を加えて開催された朝議で受理の決定が行われ、慶喜に沙汰書が授けられた。この沙汰書において、衆議を尽くしたうえで今後を決定し、将軍家の領地についても追って決定するとしている。同日、朝廷は10万石以上の諸大名に上洛を命じている。
大政奉還は討幕派の機先を制し、討幕の名目を奪う狙いがあったものの、上表は薩摩藩らの最大の関心事であった将軍職辞任には一切触れておらず、なお慶喜は武家の棟梁としての地位を失っていなかった。10月14日、慶喜は小松帯刀に対し、辞職を表明すれば家臣たちが不服を抱くであろうと述べている。しかし小松が辞職するべきだと進言したこともあり、慶喜は10月24日（1867年11月19日）に征夷大将軍辞職も朝廷に申し出る。
幕府は朝廷には政権を運営する能力も体制もなく、一旦形式的に政権を返上しても依然として公家衆や諸藩を圧倒する勢力を有する徳川家が天皇の下の新政府に参画すれば実質的に政権を握り続けられると考えていたといわれる。見通しの通り、10月22日には国是決定のための諸侯会同召集までとの条件付ながら緊急政務の処理が引き続き幕府に委任され、将軍職も暫時従来通りとされた。つまり実質的に慶喜による政権掌握が続くことになった。
実際に朝廷は外交に関しては全く為す術が無く、10月23日に外交については引き続き幕府が中心となって行なうことを認める通知を出した。11月19日の江戸開市と新潟開港の延期通告、28日のロシアとの改税約書締結を行ったのは幕府であった。
朝廷は慶喜に当分の間引き続き庶政を委任し、諸大名に上京を命じたものの、形勢を観望するため上京を辞退する大名が相次ぎ、将軍職を巡る慶喜の進退に関し何ら主体的な意思決定ができぬまま事態は推移した。11月中に上京した有力大名は薩摩・芸州・尾張・越前の各藩のみで、土佐藩の山内容堂が入京したのがようやく12月8日（1868年1月2日）であった。王政復古が勃発するのは翌12月9日（1868年1月3日）である。この間、土佐藩は坂本龍馬を越前藩に派遣するなど公議政体構想の実現に向けた努力を続けていた。
他方、会津藩・桑名藩・紀州藩や幕臣らの間には大政奉還が薩摩・土佐両藩の画策によるものとの反発が広がり、大政再委任を要求する運動が展開された。

### 倒幕派の対応
大政奉還上表の同日（10月14日）、岩倉具視から薩摩藩と長州藩に討幕の密勅がひそかに渡された。この密勅には天皇による日付や裁可の記入がないなど、詔書の形式を整えていない異例のもので、討幕派による偽勅の疑いが濃いものであった。
大政奉還が行われた時点においては、岩倉ら倒幕派公家は朝廷内の主導権を掌握していなかった。前年12月の孝明天皇崩御を受け、1月9日に践祚した明治天皇は満15歳と若年で、親幕府派である関白・二条斉敬が摂政に就任した。一方、三条実美ら親長州の急進派公家は文久3年（1863年）の八月十八日の政変以来、京から追放されたままであった。
つまりこの時期の朝廷は二条摂政や賀陽宮朝彦親王（中川宮、維新後久邇宮）ら親幕府派の上級公家によってなお主催されていたのであり、大政奉還がなされても、このような朝廷の下に開かれる新政府（公武合体政府）は慶喜主導になることが当然予想された。薩長や岩倉ら討幕派は、クーデターによってまず朝廷内の親幕府派中心の摂政・関白その他従来の役職を廃止して体制を刷新し、朝廷の実権を掌握する必要があった。討幕の密勅は、朝廷内でいまだ主導権を持たない岩倉ら倒幕派の中下級公家と薩長側が、慶喜のそうした狙いに対抗する非常手段として画策したものである。
しかし、予想外の大政奉還の動きに倒幕派は混乱し、小松帯刀や吉井友実、岩倉具視のように大政奉還を行った慶喜を評価するものも存在した。このため混乱を避けるため武力蜂起の計画を立てていた薩摩藩はしばらく様子見をすることとなった。10月21日には諸侯会議収拾までの間、諸政を幕府に委任するかどうかという諮問が朝廷から行われているが、薩摩藩もこれに賛成している。しかし大久保利通・西郷隆盛ら薩摩藩の武力倒幕派は慶喜への警戒を解かず、最終的には武力による幕府打倒で藩論を統一し、11月29日には藩主・島津茂久の率兵上洛、12月9日（1868年1月3日）の王政復古へと向かっていくことになる。

## 大政奉還後の国家構想
大政奉還上表の前日の10月13日、慶喜は開成所教授職を務めた幕臣の西周に対し、イギリスの議院制度等に関して諮問を行っている。大政奉還成立後の11月、西周は意見書として「議題草案」を慶喜側近の平山敬忠に提出している（他にも慶喜周辺に存在した構想として、津田真道の「日本国総制度」（同年9月）などが知られている）。
西周はこの中で、徳川家中心の具体的な政権構想を示している。西洋の官制に倣う三権分立が形式的にではあるが取り入れられ、行政権を公府が（暫定的に司法権を兼ねる）、立法権を各藩大名および藩士により構成される議政院がもつこととしており、天皇は象徴的地位に置かれている。公府の元首は「大君」と呼ばれ、徳川家当主（すなわち慶喜）が就任し、上院議長を兼ね、下院の解散権を持つものとされていた。軍事については、当面各藩にその保有を認めるが、数年後には中央に統合するものとされた。その他、従来の諸大名領を現状のままとし、公府の機構は幕府のそれとの関連が意識されているなど、極めて現実的な計画であった。
また、11月27日、永井尚志（幕府若年寄格）は後藤に対し、慶喜には将来的に郡県制を施行する構想があることを伝えている。

## 大政奉還の上表の内容

### 現代語訳
陛下の臣たる慶喜が、謹んで皇国の時運の沿革を考えましたところ、かつて、朝廷の権力が衰え相家（藤原氏）が政権を執り、保平の乱（保元の乱・平治の乱）で政権が武家に移りましてから、祖宗（徳川家康）に至って更なるご寵愛を賜り、二百年余りも子孫がそれを受け継いできたところでございます。そして私がその職を奉じて参りましたが、その政治の当を得ないことが少なくなく、今日の形勢に立ち至ってしまったのも、ひとえに私の不徳の致すところ、慙愧に堪えない次第であります。ましてや最近は、外国との交際が日々盛んとなり、朝廷に権力を一つとしなければもはや国の根本が成り立ちませんので、この際従来の旧習を改めて、政権を朝廷に返し奉り、広く天下の公議を尽くした上でご聖断を仰ぎ、皆心を一つにして協力して、共に皇国をお守りしていったならば、必ずや海外万国と並び立つことが出来ると存じ上げます。私が国家に貢献できることは、これに尽きるところではございますが、なお、今後についての意見があれば申し聞く旨、諸侯へは通達しております。以上、本件について謹んで奏上いたします。

## 備考
戦前には、天皇に関する行事は11月10日に実施されることが多かった。例えば、昭和天皇の即位の礼（西暦1928年）や皇紀2600年式典（西暦1940年）は、いずれもこの日に実施された。これは大政奉還を勅許して政権が天皇に復した日が11月10日であることにちなんでいる。

## 比喩
転じて、天皇への政権返上の比喩的用法として、大企業の経営者人事で非創業者一族から創業者一族へ経営権が還る時にマスコミ等により用いられる。